# Kobylnice (okres Mladá Boleslav)
Obec Kobylnice se nachází v okrese Mladá Boleslav, kraj Středočeský. Rozkládá se asi třináct kilometrů jihovýchodně od Mladé Boleslavi. Žije zde 166 obyvatel.

## Historie
První písemná zmínka o obci pochází z roku 1227.

### Územněsprávní začlenění
Dějiny územněsprávního začleňování zahrnují období od roku 1850 do současnosti. V chronologickém přehledu je uvedena územně administrativní příslušnost obce v roce, kdy ke změně došlo:
- 1850 země česká, kraj Jičín, politický i soudní okres Mladá Boleslav[4]
- 1855 země česká, kraj Mladá Boleslav, soudní okres Mladá Boleslav[4]
- 1868 země česká, politický i soudní okres Mladá Boleslav[4]
- 1939 země česká, Oberlandrat Jičín, politický i soudní okres Mladá Boleslav[5]
- 1942 země česká, Oberlandrat Praha, politický i soudní okres Mladá Boleslav[6]
- 1945 země česká, správní i soudní okres Mladá Boleslav[7]
- 1949 Pražský kraj, okres Mladá Boleslav[8]
- 1960 Středočeský kraj, okres Mladá Boleslav[9]

## Doprava
Silniční doprava
Obcí prochází silnice III. třídy.
Železniční doprava
Železniční trať ani stanice na území obce nejsou. Nejblíže obci je železniční stanice Dobrovice ve vzdálenosti 9 km ležící na trati 071 z Nymburka do Mladé Boleslavi.
Autobusová doprava
V obci měla v  pracovních dnech května 2011 zastávky příměstská autobusová linka Mladá Boleslav-Kobylnice-Semčice (5 spojů tam i zpět) (dopravce TRANSCENTRUM bus, s.r.o.).

## Pamětihodnosti
- kaplička na návsi